# Jakobove Sredice
Jakobove Sredice (Jakabszerdahely) su srednjovjekovno naselje iz 14. stoljeća na prostoru današnjeg grada Bjelovara, unutar gradskih četvrti Velike Sredice i Male Sredice.
Jako malo se zna o naselju ali se pretpostavlja da se radilo o rudimentarnom obliku urbane jezgre s obzirom da ime naselja upućuje na dan u tjednu, te je moguće da se radilo o mjestu gdje su se sredinom tjedna održavali sajmovi. Kako početkom 16. stoljeća Jakobove Sredice gube svoju važnost, gase se i sajmovi u tom mjestu, trgovci i obrtnici sele se u obližnji Gudovac.